# My Truth
My Truth é o segundo álbum da cantora pop sueca Robyn. Ele foi lançado em 17 de maio de 1999 pela BMG em Sueco e tornou-se o #2 na parada musical sueca.

## Faixas
| N.º | Título                 | Compositor(es)                                    | Duração |  |
| 1.  | "Play"                 | Robyn, Ulf Lindström, Johan Ekhé                  | 3:58    |  |
| 2.  | "My Only Reason"       | Robyn, Billy Mann                                 | 4:00    |  |
| 3.  | "Underneath the Heart" | Robyn, Mann                                       | 4:22    |  |
| 4.  | "Electric"             | Robyn, Lindström, Ekhé                            | 5:09    |  |
| 5.  | "My Truth"             | Robyn, Cherno Jah, Rickie Fambro                  | 3:52    |  |
| 6.  | "Main Thing"           | Robyn, Louie Vega, Kenny Gonzalez                 | 4:42    |  |
| 7.  | "Healthy Love" (Cindy) | Robyn, Centerius Lewis, Johan Ekhé, Ulf Lindström | 4:40    |  |
| 8.  | "Monday Morning"       | Robyn                                             | 4:29    |  |
| 9.  | "Giving You Back"      | Robyn, Donnie Boynton, Rickie Fambro              | 5:01    |  |
| 10. | "88 Days"              | Robyn, Mann                                       | 3:58    |  |
| 11. | "Long Gone"            | Robyn, Lindström & Ekhé                           | 4:33    |  |
| 12. | "Not on the Inside"    | Robyn, Mann                                       | 4:12    |  |
| 13. | "Universal Woman"      | Robyn                                             | 5:11    |  |

## Posições

### Álbum
| Lista (1999)      | Posição |
| ----------------- | ------- |
| Sverigetopplistan | 2       |

### Singles
| Ano  | Música         | Posição |
| ---- | -------------- | ------- |
| 1999 | Electric       | 6       |
| 1999 | Play           | 31      |
| 2000 | My Only Reason | 53      |